# Sless
Les Sless ou Slass ( arabe : سلاس ) est une tribu Arabe installée sur les rives de la rivière Ouargha dans la province de Taounate. 
Aujourd'hui, les Sless sont divisés en plusieurs fractions : Oulad Hammou, Jamal, El Khandaq, Souk Jemaa, Ouled Salih, Oumlil et Ourtzagh.